# 动蕊花
动蕊花（学名：Kinostemon ornatum），为唇形科动蕊花属下的一个植物种。